# 季节性滞后
季节性滞后（英語：Seasonal lag）是行星上某个地理位置的最高平均空气温度的日期被推迟到最大日照日期（即夏至）之后的某个时间的现象。这也适用于将最低温度推迟到最低日照日期之后的某个时间。例如，在北半球的非熱帶地區，2月的溫度往往比11月冷，雖然太陽照射的角度是一樣。另外，秋分的溫度也往往比春分溫暖。

## 在地球的情况

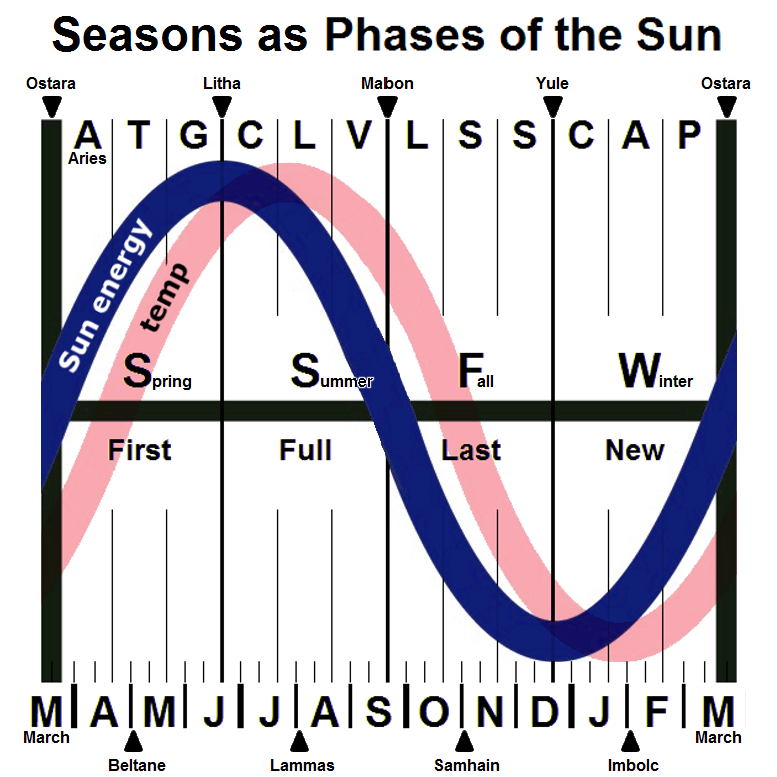
温度的升高往往延后于太阳辐射的变化